# Villedieu (Vaucluse)
Villedieu é uma comuna francesa na região administrativa da Provença-Alpes-Costa Azul, no departamento de Vaucluse. Estende-se por uma área de 11,38 km². Em 2010 a comuna tinha 505 habitantes (densidade: 44,4 hab./km²).